# Долгоруков Олександр Сергійович
Долгору́ков Олекса́ндр Сергі́йович (рос. Долгоруков Александр Сергеевич; 29 жовтня (10 листопада) 1841, Вишеньки, Чернігівська губернія, Російська імперія — 7 (20) червня 1912, Санкт-Петербург, Російська імперія) — князь, дипломат і державний діяч Російської імперії, обер-гофмаршал, член Державної Ради.

## Біографія
Олександр Сергійович Долгоруков належав до стародавнього князівського роду Долгорукових. Народився 10 листопада 1841 року в сімейній садибі, у селі Вишеньки Чернігівської губернії (нині Чернігівської області України). Його батько, князь Сергій Олексійович Долгоруков, був дипломатом, дійсним таємним радником, губернатором Ковенської і Вітебської губерній. Мати, Марія Олександрівна, походила із дворянської сім'ї Апроксіних. Олександр Сергійович став п'ятою дитиною, усього ж у сім'ї Долгорукових було дев'ятеро дітей.
Олександр Долгоруков виховувався у Пажеському корпусі, потім працював у Міністерстві закордонних справ Російської імперії. У 1860 він отримав призначення в імператорську місію у Берліні, наступного року — в посольство у Парижі та чин камер-юнкера. У 1863 Долгоруков був переведений до канцелярії закордонних справ, у 1883 — здобув чин церемоніймейстера. У 1890 його було призначено обер-церемоніймейстером та присвоєно чин дійсного статського радника. 1896 року, під час коронації останнього російського імператора Миколи II та Олександри Федорівни, був верховним церемоніймейстером.

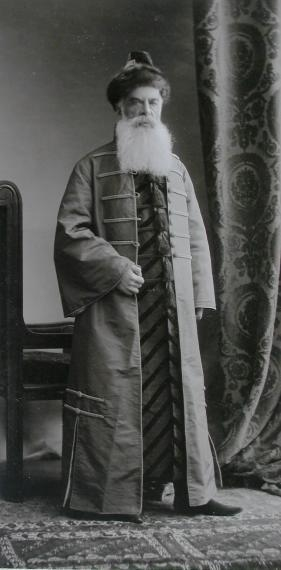
О. С. Долгоруков на балу. 1903

1899 Олександр Долгоруков став обер-гофмаршалом. Володіючи цукровими заводами у Чернігівській губернії, був почесним членом Ради торгівлі та мануфактур (з 1899), членом Особої наради про потреби сільськогосподарської промисловості (1902—1905), Особого комітету у справах земельного кредиту (1904—1905). З 6 травня 1905 до 7 червня 1912 він також був членом Державної Ради Російської імперії.
Помер Олександр Сергійович Долгоруков 20 червня 1912 року у Санкт-Петербурзі Російської імперії (нині Росії).

## Родина
Олександр Сергійович Долгоруков був одружений з графинею Ольгою Петрівною Шуваловою, онукою Ольги Потоцької. Шлюб вони уклали 7 (19) квітня 1868 року і мали в ньому шестеро дітей:
- Марія Олександрівна Долгорукова (1869—1949)
- Софія Олександрівна Долгорукова (1870—1957)
- Сергій Олександрович Долгоруков (1872—1933)
- Ольга Олександрівна Долгорукова (1873—1946)
- Петро Олександрович Долгоруков (1883—1925)
- Варвара Олександрівна Долгорукова (1885—1980)